# James Roosevelt Bayley
James Roosevelt Bayley (ur. 23 sierpnia 1814 w Nowym Jorku  – zm. 3 października 1877 w Newark) – amerykański duchowny katolicki, arcybiskup Baltimore i prymas Stanów Zjednoczonych.
Był bratankiem św. Elżbiety Seton. Pochodził z rodziny anglikańskiej. Sam był duchownym Kościoła Episkopalnego. W 1842 dokonał konwersji do katolicyzmu i został ponownie ochrzczony w Rzymie. Następnie udał się na studia teologiczne do Paryża. 2 marca 1844 przyjął święcenia kapłańskie i rozpoczął posługę w diecezji St. Paul. Był profesorem w seminarium i prywatnym sekretarzem biskupim. Prowadził zarazem badania historyczne dotyczące katolicyzmu w Nowym Jorku. 
29 lipca 1853 otrzymał nominację na pierwszego biskupa nowo utworzonej diecezji Newark. Sakry udzielił mu kardynał Gaetano Bedini. Urząd ten sprawował przez prawie 20 lat, do 1872, kiedy to został mianowany arcybiskupem Baltimore. Od tej pory był więc przywódcą Kościoła amerykańskiego. Jako delegat papieski wręczył kapelusz kardynalski pierwszemu amerykańskiemu kardynałowi Johnowi McCloskey. W sierpniu 1875 zwołał Synod prowincjonalny, który uchwalił ważne przepisy dotyczące m.in. muzyki kościelnej i małżeństw mieszanych. Ciężka choroba sprawiła, iż musiał zaprzestać pracy i w maju 1877 powołany został do pomocy w kierowaniu archidiecezją koadiutor w osobie Jamesa Gibbonsa, który został później jego następcą. Szukał pomocy lekarskiej także za granicą, ale było już za późno. Zmarł po dwumiesięcznym pobycie w swej dawnej siedzibie w Newark. Pochowano go na jego prośbę obok świętej ciotki w Emmitsburgu.